# Shenzhen Football Club
 (décembre 2022).
Si vous disposez d'ouvrages ou d'articles de référence ou si vous connaissez des sites web de qualité traitant du thème abordé ici, merci de compléter l'article en donnant les références utiles à sa vérifiabilité et en les liant à la section « Notes et références ».
Maillots
Le Shenzhen Football Club (en chinois : 深圳市足球俱乐部), plus couramment abrégé en Shenzhen FC, était un club chinois de football fondé en 1994 et basé dans la ville de Shenzhen, dans la province du Guangdong. Il a été dissous le 22 janvier 2024.

## Histoire du club

### Antériorité (1994-2002)
Le club de football de Shenzhen est fondé le 26 janvier 1994 par d'anciens joueurs chinois tels que Rong Zhixing et Zeng Xuelin après que la Fédération chinoise de football ait autorisé le professionnalisme et l'intégration d'entreprises dans les clubs de football chinois. Dans une tentative pour la ville de Shenzhen d'avoir sa première équipe de football professionnel, le club a décidé que la meilleure façon d'obtenir du financement était par l'adhésion d'actionnaires dans le club. Ainsi, ce furent 100 membres corporatifs et 300 individus qui intégrèrent le club sous forme d'actions. Avec Hu Zhigang comme entraîneur et avec des joueurs de tout le pays, le club remporta deux promotions consécutives avant d'intégrer la première division chinoise après seulement deux saisons. Les locaux nommèrent cet exploit remarquable la "vitesse de Shenzhen".
La première incursion du club dans l'élite chinoise n'a cependant pas été un succès et le club a immédiatement été relégué à la fin de la campagne 1996. En janvier 1997, la Ping An Insurance a repris le club et l'a renommé Shenzhen Ping'an. Avec cette nouvelle propriété, le club regagna immédiatement la promotion au niveau supérieur après être arrivé deuxième en seconde division. Une fois de plus, l'équipe a eu du mal à être constant, mais la légende du football sud-coréen Cha Bum-Kun a été nommé manager du club à l'été 1998. Cha a consolidé le statut du club en première division et le club s'est maintenu deux années de suite.
En début de saison 2000, le 27 mars, le club nomme le brésilien Edson Tavares. Malheureusement, quelques jours plus tard, le club a attrapé six joueurs du club dont Peng Weiguo avec des prostituées dans l'hôtel du club. Cet incident interne a été divulgué aux médias, devenant un scandale ouvert, cependant le club a affirmé des incohérences avec l'histoire, néanmoins les joueurs impliqués ont dû faire des excuses publiques. Le directeur général Zhu Guanghu a pris la relève en mai et a commencé son régime au cours duquel Shenzhen est devenu une force majeure au sein de la ligue et s'est classé cinquième en 2001 avant de se classer deuxième en 2002, le meilleur résultat du club à l'époque.

### Progression et apogée dans l'élite du football chinois (2003-2011)
Le groupe Jianlibao, spécialisé dans les boissons, a repris le club pendant l'intersaison 2002-2003 et renommé le club à son image. Le club est arrivé quatrième au sein de la ligue et a recruté des joueurs nationaux comme Yang Chen, qui est revenu en Chine après avoir passé plusieurs saisons en Bundesliga tandis que Zheng Bin a répondu à la convocation de Zhu Guanghu, celui-ci ayant été son entraîneur en équipe de jeunes. Ces inclusions ainsi que celle de Zheng Zhi ont vu le Shenzhen Jianlibao remporter de façon sensationnelle son tout premier titre de Super League chinoise en 2004 malgré de graves problèmes financiers laissant les joueurs impayés pendant sept mois. L'entraîneur de l'époque, Zhu Guanghu, a par la suite reçu le prix de l'entraîneur de l'année et a été nommé entraîneur de l'équipe nationale chinoise.
La saison suivante a rapidement vu l'équipe tomber de grâce et elle n'a réussi qu'une douzième place dans la ligue, soit à trois places du dernier relégable. Le nouvel entraîneur Chi Shangbin a démissionné après seulement trois journées en raison de ses mauvaises relations avec les joueurs, en particulier le capitaine Li Weifeng et de joueurs comme Li Yi et Yang Chen. Chi était mécontent en raison du contrôle influent des joueurs vétérans sur l'équipe, de leur comportement non professionnel et de leur discipline. Il a essayé de reprendre le contrôle de l'équipe avec sa rigueur, mais la plupart des joueurs ont réagi violemment en s'entraînant et en jouant encore plus mal. Li Weifeng a frappé la fenêtre du bureau de Chi; Yang Chen, qui est déjà une personne relativement douce, s'est également énervé et a exposé à plusieurs reprises l'inutilité de la politique de Chi aux médias, ce qui a contraint le propriétaire de l'époque, Yang Saixin, à lâcher Chi. Tout au long du chaos, Shenzhen était toujours en mesure d'atteindre les demi-finales de la Ligue des champions de l'AFC 2005 après avoir vaincu le club saoudien Al-Ahli malgré la perte du match aller avant d'être ensuite battu par le champion émirati, le Al Ain FC, 6-0, en demi-finales.
La saison suivante, le groupe Jianlibao manquait d'intérêt et de liquidités pour l'investissement et a été repris par la Beijing Huizhong Tianheng Investment Company. Bien que l'acquisition soit passée, le club n'a survécu que grâce au parrainage et à la vente de ses meilleurs joueurs. Sous la direction d'entraîneurs nationaux et des jeunes issus des équipes de jeunes fondées à l'époque du Jianlibao Group, le club a évité les relégations avec l'aide de joueurs étrangers comme les polonais Marek Zając et Bogdan Zając. Après une lourde défaite à domicile en s'inclinant 4-1 face au Changchun Yatai, lors du dernier match de la saison 2007, le propriétaire Yang Saixin a affirmé qu'il en avait "marre" et qu'il voulait vendre le club. En l'absence d'acheteurs et d'offres, le club est entré dans l'administration et ce n'est que par le biais de leurs accords de parrainage et de la fédération de football de Shenzhen que le club est resté à flot. Il rencontra plus de difficultés lorsque l'entraîneur Mai Chao est parti de façon inattendue après un match pour rejoindre la Guangzhou Football Association et gérer leur équipe de jeunes. L'entraîneur des jeunes de longue date, Zhang Zengqun a pris la relève, rejoint plus tard par Wang Baoshan en tant que consultant technique. Le club a cependant réussi à se maintenir grâce à certains de ses joueurs qui ont réalisé de bonnes performances.
Le 21 janvier 2009, le Shenzhen FC est racheté par un "investisseur basé à Hong Kong" qui est devenu l'actionnaire majoritaire du club en acquérant 51% des actions du club. Le club subit une saison remplie de flou dans la direction. L'équipe a commencé la saison lentement et après une lourde défaite 6-1 contre Guangzhou le 8 août, Fan a été limogé. L'ancien joueur et entraîneur Xie Feng a été nommé fer de lance du retour possible du légendaire Zhu Guanghu, mais Zhu s'est plutôt tourné vers le Shaanxi Chanba, plus riche. Alors que Xie Feng a renforcé le club avec de nombreux transferts, notamment Hernan Barcos ou Marko Zoric, l'équipe a connu une séquence de 10 matchs invaincus vers la fin de saison et a évité la relégation, malgré une controverse d'un retirement de 3 points pour avoir porté le mauvais kit de couleur. La ville de Shenzhen étant en bordure de Hong Kong, l'équipe réserve du club, le Xiangxue Eisiti, a participé durant la saison 2008-2009 du championnat de Hong Kong.
L'ancien international chypriote, Siniša Gogić, est nommé entraîneur pour la saison 2010. Le club lutta, cependant, jusqu'à la dernière journée pour son maintien. Le club signa Chris Killen, Aleksandar Živković, Vyacheslav Hleb et Ivan Vicelich, qui ont tous contribué tout au long de la saison et ont sauvé le club de la relégation pour la sixième saison consécutive. En dehors du terrain, la Ruby Company, qui possède désormais le club, rebaptisé Shenzhen Ruby, a annoncé l'accord de parrainage et de coopération de trois ans de la Kweichow Moutai Company d'une valeur de plus de 100 millions de yuans. Le club a ainsi ajouté Moutai dans son nom complet pour des raisons de sponsoring.
Lors d'une réunion lors de la Ligue des champions de l'AFC 2011, Wan Hongwei singe avec l'entraîneur français Philippe Troussier un contrat de trois ans sous le parrainage financier de la société Moutai. Troussier connaîtra un début de règne difficile lorsque l'équipe devra quitter son terrain natal, le stade de la ville de Shenzhen et son terrain d'entraînement, au stade olympique de Huizhou en raison des Jeux universitaires de l'été 2011. Lorsque l'équipe est revenue à Shenzhen, Troussier impose une révolution juvénile au sein de l'équipe, mais elle s'est avérée trop radicale pour le club. Malgré ces défaites, le club a continué à garder la foi avec les jeunes et a "banni" les vétérans . Ses jeunes se sont effondrés face à l'énorme pression et contrairement aux campagnes précédentes, les "évadés de relégation" (en référence au fait que le club évite quasiment chaque année la relégation) ont été relégués après 14 ans, ce qui en fait les premiers anciens champions professionnels de haut niveau à être relégués depuis la fondation du football professionnel en Chine.

### Nombreuses irrégularités et dissolution du club (2012-2024)
Le club a gardé confiance en Troussier pour la saison 2012 de deuxième division et lui a permis d'avoir une pleine influence sur l'équipe, la structure du personnel et les arrangements de pré-saison. Un nouveau départ peu prometteur a rapidement déçu les fans et provoqué de nouveaux bouleversements et conflits laissés de côté la saison précédente, qui s'est intensifiée à la quatrième journée de championnat face au Chongqing FC lors d'une interview télévisée locale, Troussier a tiré contre la critique et le doute des fans et les a exhortés "à ne pas venir au match ou à lui". Le Shenzhen Ruby a remporté le match, mais les anciens joueurs qui ont été forcés de quitter le club par Troussier ont marqué pour Chongqing lors de leur premier retour à Shenzhen et des affrontements physiques ont eu lieu après le match entre les supporters, le staff, les joueurs et Troussier lui-même. Ses tactiques de dépassement manquaient de pénétration dans des conditions de terrain médiocres, en particulier sur les terrains éloignés et en opposition. Cela n'a pas été aidé par sa personnalité et son tempérament excentriques hors du terrain, ce qui a aliéné ses relations avec l'équipe et le personnel, ce qui a été mis en évidence après une défaite face au Chengdu Tiancheng FC, le 25 août, les espoirs de promotion du club se sont évanouis avec Troussier peu de temps après, déclarant qu'il prendrait congé en France "en vacances régulières sous son contrat". Les partisans du club croiraient que le conseil l'a envoyé en congé en espérant que l'indignité le verrait démissionner plutôt que de le dédommager du million d'euros par an de son contrat, mais il est revenu de ses vacances malgré le départ de deux de ses proches collaborateurs et de son assistant Patrick Aussems. À son retour, le jury a accepté sa proposition de laisser Aussems continuer à gérer la première équipe jusqu'à la fin de la saison, alors qu'il irait dans les coulisses pour la préparation de la saison prochaine.
Aussems et l'entraîneur de conditionnement physique, Christian Jahan, ont donné une fin de saison moyenne au club, gagnant 11 points en 7 matchs, mais pas assez pour convaincre le conseil d'administration pour une nomination permanente. D'ici la fin de l'année, sur la base du fait que le conseil d'administration ne pouvait pas se permettre de licencier mais avait encore besoin de la renommée de Troussier pour la couverture médiatique et la recherche de sponsors, un nouvel accord avec Troussier est ainsi conclu en annonçant sa gestion continue pour une autre saison et en réformant l'arrière-boutique comme il le voulait. Aussems et Jahan, qui ont été invités par Troussier à le rejoindre en premier lieu, ont été libérés après que leur relation avec Troussier se soit détériorée après avoir soigné l'équipe en tant que conseil nommé lors de "l'incident des vacances". Troussier a fait appel à Eric Garcin et Rabah Ben Larbi pour remplacer le personnel des coulisses.
Après la fin du mandat de Philippe Troussier, le club n'a pas pu obtenir de promotion pour le club, Wan Hongwei et la société Ruby ont commencé à retirer activement des fonds de l'équipe. Cela a entraîné le retard de 20 minutes du match de la FA Cup contre le Shandong Luneng, le 15 juillet 2014 tandis que les joueurs de Shenzhen tenaient une bannière proclamant le salaire impayé du propriétaire. Le 16 janvier 2015, les propriétaires ont officiellement annoncé avoir vendu 55% des actions du club et que le nom officiel du club avait changé pour Shenzhen Municipal Football Club. Le 27 octobre 2015, Deng Junjie et le Hong Kong Honghu Capital Group reprennent le club. Le 12 avril 2016, la société de promotion immobilière du groupe Kaisa a organisé une cérémonie pour proclamer leur propriété du club.
Pour la saison 2018 de deuxième division chinoise, l'équipe effectue un retour au dernier tour du championnat pour terminer deuxième devant le Zhejiang Greentown, qui occupait la deuxième place pour les 13 derniers tours, et a obtenu une promotion en première division après une absence de 7 ans.
Pour son retour en première division, le club recrute de nombreux joueurs : les joueurs de Saint-Étienne, Ole Selnaes et Cheikh Mbengue, pour une somme combinée de dix millions d'euros et le norvégien Ola Kamara pour trois millions d'euros. Cependant, le club réalisera une très mauvaise saison et finira à la quinzième place, synonyme de relégation.
Heureusement pour le club, en mai 2020, en pleine crise de la pandémie du coronavirus, le club du Tianjin Tianhai traverse une crise et est liquidé. Shenzhen est ainsi maintenu en première division.

L'année 2022-2023 est ponctuée par de très mauvais résultats dans le plus haut échelon du football chinois (3 victoires, 3 nuls et 24 défaites). En conséquence, le 22 janvier 2024, le Shenzhen FC annonce officiellement la dissolution de son club via les réseaux sociaux chinois, de la même manière que le Dalian Pro, l'autre club relégué en seconde division cette saison là.

## Bilan sportif

### Palmarès
| \| - Championnat de Chine (1) : - Champion : 2004. - Vice-champion : 2002. - Championnat de Chine de deuxième division : - Vice-champion : 2018. \| \| - Championnat de Chine de troisième division (1) : - Champion : 1994. \| |  |                                                                       |
| - Championnat de Chine (1) : - Champion : 2004. - Vice-champion : 2002. - Championnat de Chine de deuxième division : - Vice-champion : 2018.                                                                                   |  | - Championnat de Chine de troisième division (1) : - Champion : 1994. |

### Bilan saison par saison
| Saison | D1  | Points | Journée | Vic. | Nuls | Déf. | B.P. | B.C. | Diff. |
| ------ | --- | ------ | ------- | ---- | ---- | ---- | ---- | ---- | ----- |
| 2019   | 15e | 21 pts | 30      | 4    | 9    | 17   | 31   | 57   | -26   |
| 2011   | 16e | 23 pts | 30      | 5    | 8    | 17   | 27   | 53   | -26   |
| 2010   | 12e | 32 pts | 30      | 8    | 8    | 14   | 34   | 41   | -7    |
| 2009   | 11e | 37 pts | 30      | 10   | 10   | 10   | 36   | 40   | -4    |
| 2008   | 12e | 33 pts | 30      | 8    | 9    | 13   | 35   | 34   | +1    |
| 2007   | 14e | 25 pts | 28      | 5    | 10   | 13   | 21   | 42   | -21   |
| 2006   | 11e | 30 pts | 28      | 8    | 6    | 14   | 22   | 42   | -20   |
| 2005   | 11e | 22 pts | 26      | 4    | 10   | 12   | 22   | 42   | -20   |
| 2004   | 1er | 42 pts | 22      | 11   | 9    | 2    | 30   | 13   | +17   |

## Personnalités du club

### Présidents
- Deng Junjie
- Li Zhida

### Entraîneurs
| - Hu Zhigang (janvier 1994 - décembre 1995) - Zhou Hui'an (décembre 1995 - juin 1996) - Liu Jianjiang (juillet 1996 - mai 1997) - Lu Jianren (mai 1997 - décembre 1997) - Xiao Duoyin (décembre 1997 - avril 1998) - Zeng Xuelin (avril 1998 - juillet 1998) - Cha Bum-kun (juillet 1998 - décembre 1999) - Edson Tavares (décembre 1999 - mai 2000) - Zhu Guanghu (mai 2000 - février 2005) - Chi Shangbin (février 2005 - mai 2005) - Guo Ruilong (mai 2005 - octobre 2005) - Xie Feng (octobre 2005 - novembre 2005) - Wang Baoshan (novembre 2005 - septembre 2006) - Xie Feng (septembre 2006 - décembre 2006) - Zhang Jun (décembre 2006 - décembre 2007) - Mai Chao (décembre 2007 - avril 2008) | - Zhang Zengqun (avril 2008 - janvier 2009) - Fan Yuhong (janvier 2009 - août 2009) - Xie Feng (août 2009 - décembre 2009) - Siniša Gogić (février 2010 - décembre 2010) - Philippe Troussier (février 2011 - novembre 2013) - Li Yi (novembre 2013 - avril 2015) - Lee Lim-saeng (avril 2015 - août 2015) - Li Haiqiang (août 2015 - novembre 2015) - Tang Yaodong (décembre 2015 - juillet 2016) - Clarence Seedorf (juillet 2016 - décembre 2016) - Sven-Göran Eriksson (décembre 2016 - juin 2017) - Wang Baoshan (juin 2017 - avril 2018) - Juan Ramón López Caro (avril 2018 - juillet 2019) - Roberto Donadoni (juillet 2019 - août 2020) - Jordi Cruyff (août 2020 - mai 2021) |

## Identités du club

### Anciens logos du club

Shenzhen Feiyada (1994-1995)
Shenzhen Ping'an (1997-2002)
Shenzhen Jianlibao (2003-2005)
Shenzhen Kingway (2006-2007)
Shenzhen Shangqingyin (2007-2008)
Shenzhen Asia Travel (2009-2010)
Shenzhen Ruby (2010-2014)

### Noms du club
- 1994-1995 : Shenzhen FC
- 1996 : Shenzhen Feiyada
- 1997-1998 : Shenzhen Ping'an
- 1999 : Shenzhen Ping'an Insurance
- 2000-2001 : Shenzhen Ping'an Kejian
- 2002 : Shenzhen Ping'an Insurance
- 2003-2005 : Shenzhen Jianlibao
- 2006-2007 : Shenzhen Kingway
- 2007-2008 : Shenzhen Shangqingyin
- 2009 : Shenzhen Asia Travel
- 2010-2014 : Shenzhen Ruby
- 2015- : Shenzhen FC